# Wojciech Wiliński
Wojciech Wiliński (ur. 1 lutego 1940 w Warszawie) – polski aktor teatralny i filmowy, konferansjer.

## Życiorys
Syn Jana Stankiewicza. W 1957 zdał maturę w Liceum Ogólnokształcącym w Grójcu.
Jego debiut teatralny miał miejsce 1 stycznia 1959. Występował w następujących teatrach:
- Teatr Muzyczny im. Danuty Baduszkowej w Gdyni (1959–1962)
- Teatr Syrena w Warszawie (1964–1976)
- Teatr Żydowski w Warszawie (od 2004)

W latach 1970–1993 współpracował z Podwieczorkiem przy mikrofonie.

## Filmografia
- 1977: Czterdziestolatek – Zenon Matusik (odc. 18)
- 1980: Miś – milicjant drogówki
- 1993: Czterdziestolatek. 20 lat później – Zenon Matusik
- 2000: Twarze i maski – pan Jerzy, organizator występów w lokalu (odc. 2)
- 2002–2010: Klan – lekarz seksuolog profesor Maciej Borkowski
- 2002: Kasia i Tomek – bileter w kinie (odc. 3); autor sztuki "Łożysko czyli 11 par butów" (odc. 15); głos
- 2002: Graczykowie, czyli Buła i spóła (odc. 38)
- 2003: Tygrysy Europy 2 – szef pizzerii
- 2005: Pitbull – Said (odc. 5)
- 2006: Szatan z siódmej klasy – konduktor (odc. 5)
- 2006: Szatan z siódmej klasy – konduktor
- 2006: M jak miłość – klient mecenasa Leszczyńskiego (odc. 473)
- 2007: Egzamin z życia – lekarz (odc. 77)
- 2008: Plebania – Aleks
- 2009: Na dobre i na złe – transplantolog (odc. 379)